# Station Mortsel-Oude-God

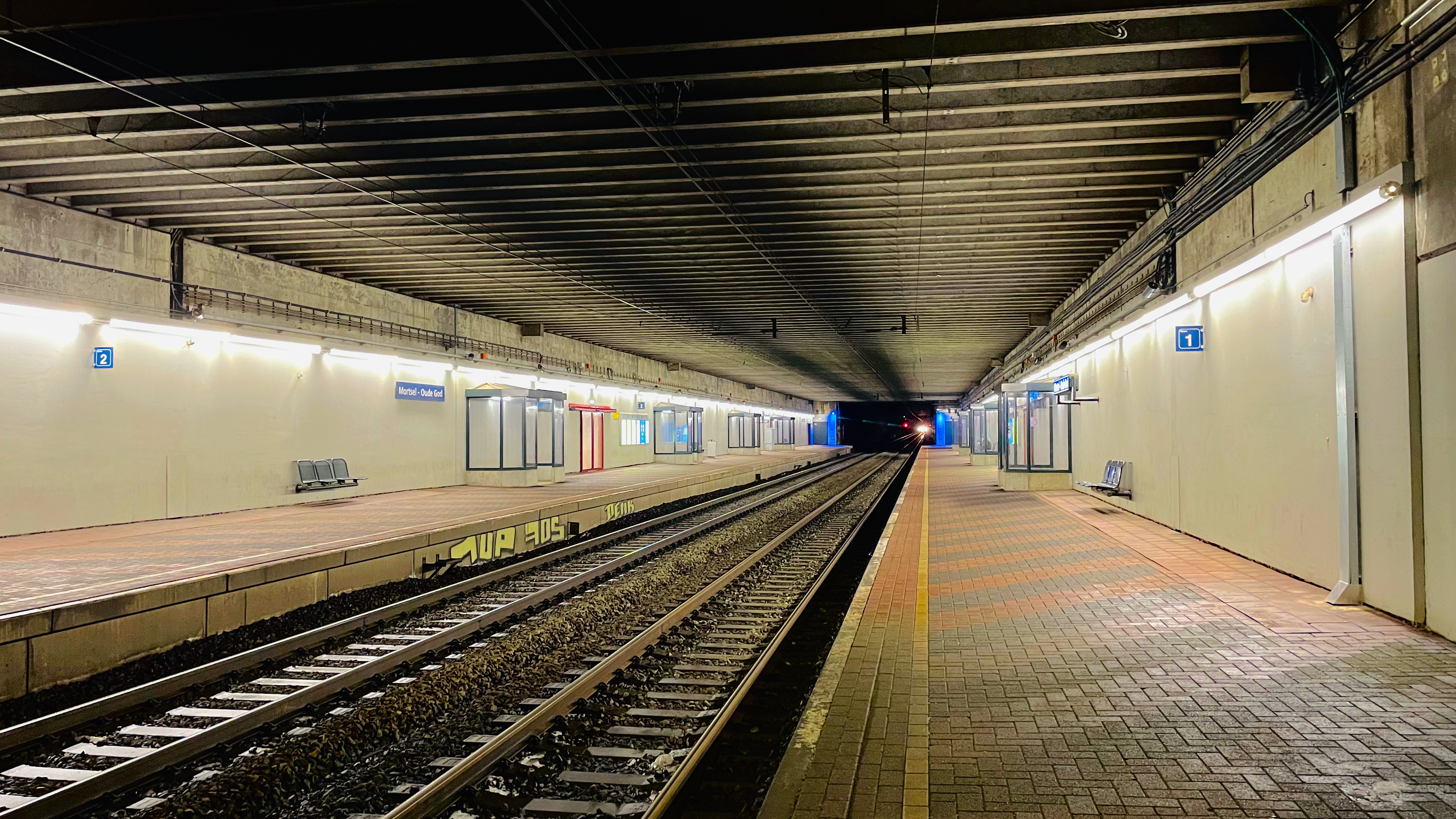
Zicht op de perrons

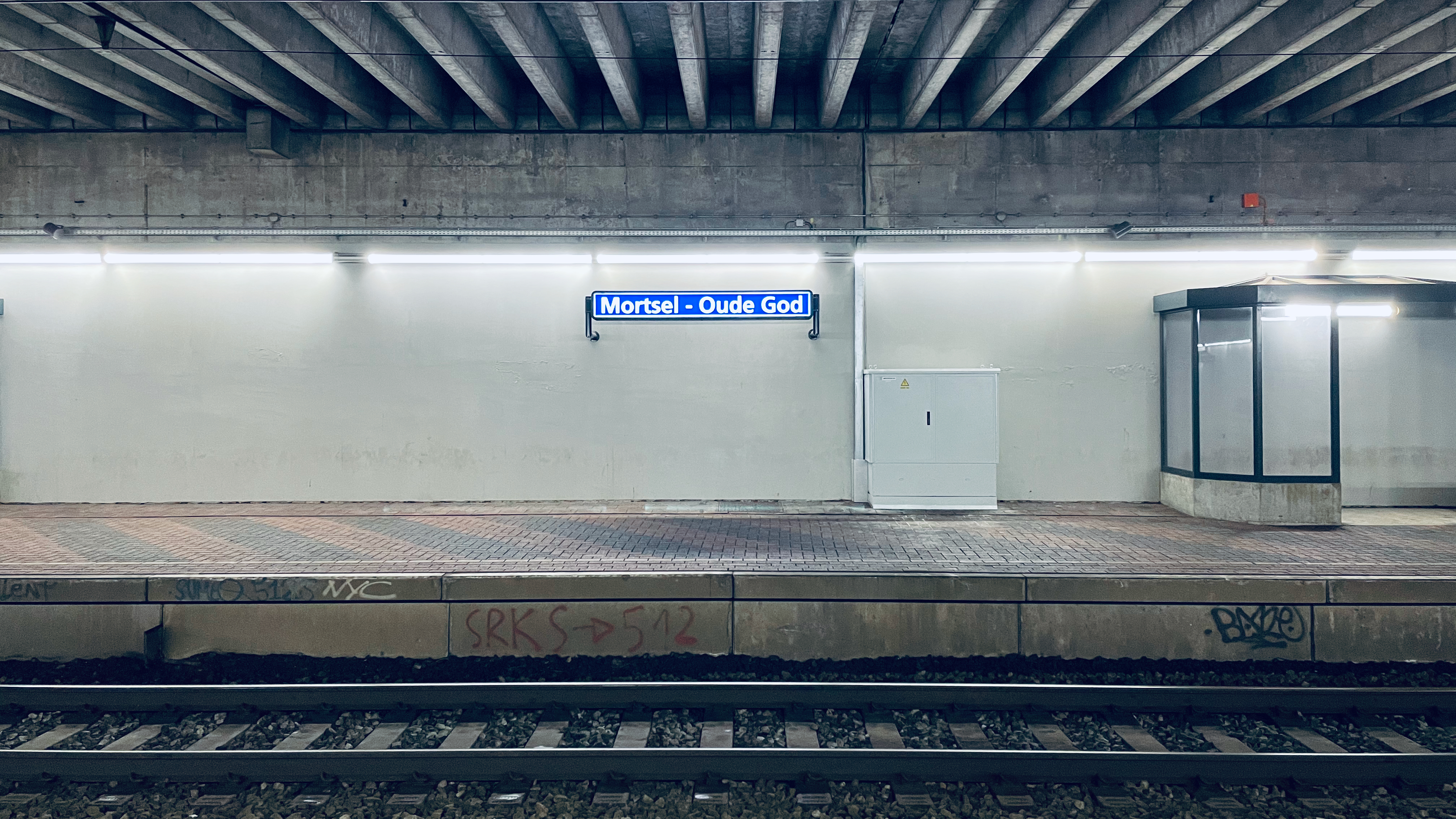
Naambord op een perron

Station Mortsel-Oude-God is een spoorwegstation langs spoorlijn 25 (Brussel - Antwerpen) in Mortsel, en functioneert vooral richting Brussel als het IC-station van deze jonge Belgische stad. Het station ligt tegenover het stadhuis gedeeltelijk in de tunnel van Mortsel onder het stationsplein tussen de Statielei en de Liersesteenweg.
Op deze plaats was oorspronkelijk geen station gepland. De NMBS bouwde in 1932 een nieuw station Mortsel-Oude-God langs spoorlijn 27. Na luid protest van treinreizigers en handelaars van de nabijgelegen Statielei bouwde de NMBS in 1936 een bescheiden station langs lijn 25. Het vorige station langs lijn 27 kreeg dan de naam Mortsel-Liersesteenweg.

## Stationsgebouw
Het oorspronkelijke stationsgebouw werd gebouwd in modernistische stijl in gele baksteen met in de gevel een in beton gestileerd B-logo. De architect is niet bekend, maar invloeden van Henry Van de Velde waren duidelijk aanwezig.
Het huidige stationsgebouw werd in 1974 gebouwd volgens het parapluconcept (een grote luifel bedekt het hele stationsgebouw). Architecten Dirk Servaes en Johan Beyne tekenden de plannen.
Sinds 28 juni 2013 zijn de loketten van dit station gesloten en is het een stopplaats geworden. De lokettenruimte is nu in gebruik als koffiebar. Voor de aankoop van allerlei vervoerbewijzen kan men terecht aan de biljettenautomaat die ter beschikking staat, of andere verkoopskanalen gebruiken.

## Windtunnel
De perrons bevinden zich in de sleuf, deels onder het stationsgebouw, deels in open lucht. IC-treinen tussen Brussel en Antwerpen rijden in volle vaart door het station. Om te vermijden dat de luchtstromingen, die deze voortrazende treinen veroorzaken, via de perrontoegang het stationsgebouw inwaaien, werd een ingenieus systeem bedacht. Op beide perrons staat een automatische schuifdeur die zich sluit als er een trein passeert (via een sensor onder de sporen).

## Omgeving
Met de komst van de verlengde tramlijn 15 naar Boechout werd het bovengrondse plein heringericht met een beschutting en een ondergrondse parkeergarage aangelegd. De voormalige bovengrondse parkeerplaatsen verdwenen hierbij.

## Treindienst
| Serie | Treinsoort             | Route                                                                                          | Bijzonderheden |
| ----- | ---------------------- | ---------------------------------------------------------------------------------------------- | --- |
| IC 22 | Intercity (NMBS)       | Brussel-Zuid – Mechelen – Mortsel-Oude-God – Antwerpen-Centraal                                | |
| IC 31 | Intercity (NMBS)       | [ Charleroi-Centraal – ] Brussel-Zuid – Mechelen – Mortsel-Oude-God – Antwerpen-Centraal       | In het weekend vanaf Charleroi-Centraal. |
| S 1   | S-trein Brussel (NMBS) | Charleroi-Centraal – /Nijvel – Brussel-Zuid – Mechelen – Mortsel-Oude-God – Antwerpen-Centraal | Op zondag een deel Brussel-Noord - Nijvel en een deel Brussel-Zuid - Antwerpen-Centraal. Tijdens de week eerste en laatste ritten van/naar Charleroi-Centraal. |

## Reizigerstellingen
De grafiek en tabel geven het gemiddeld aantal instappende reizigers weer op een week-, zater- en zondag.
| Tabel: aantal instappende reizigers station Mortsel-Oude-God | Tabel: aantal instappende reizigers station Mortsel-Oude-God | Tabel: aantal instappende reizigers station Mortsel-Oude-God | Tabel: aantal instappende reizigers station Mortsel-Oude-God |
|                                                              | Weekdag                                                      | Zaterdag                                                     | Zondag                                                       |
| ------------------------------------------------------------ | ------------------------------------------------------------ | ------------------------------------------------------------ | ------------------------------------------------------------ |
| 1977                                                         | 1 733                                                        | 392                                                          | 443                                                          |
| 1978                                                         | 1 806                                                        | 412                                                          | 316                                                          |
| 1979                                                         | 1 873                                                        | 463                                                          | 453                                                          |
| 1980                                                         | 1 738                                                        | 425                                                          | 338                                                          |
| 1981                                                         | 1 491                                                        | 405                                                          | 330                                                          |
| 1982                                                         | 1 368                                                        | 359                                                          | 302                                                          |
| 1983                                                         | 1 293                                                        | 329                                                          | 277                                                          |
| 1984                                                         | 936                                                          | 232                                                          | 182                                                          |
| 1985                                                         | 916                                                          | 239                                                          | 263                                                          |
| 1986                                                         | 807                                                          | 164                                                          | 149                                                          |
| 1987                                                         | 841                                                          | 190                                                          | 226                                                          |
| 1988                                                         | 717                                                          | 185                                                          | 190                                                          |
| 1989                                                         | 694                                                          | 165                                                          | 135                                                          |
| 1990                                                         | 727                                                          | 96                                                           | 110                                                          |
| 1991                                                         | 680                                                          | 148                                                          | 126                                                          |
| 1992                                                         | 785                                                          | 135                                                          | 115                                                          |
| 1993                                                         | 512                                                          | 100                                                          | 75                                                           |
| 1994                                                         | 569                                                          | 152                                                          | 92                                                           |
| 1995                                                         | 441                                                          | 111                                                          | 88                                                           |
| 1996                                                         | 600                                                          | 147                                                          | 95                                                           |
| 1997                                                         | 391                                                          | 115                                                          | 82                                                           |
| 1998                                                         | 426                                                          | 99                                                           | 64                                                           |
| 1999                                                         | 472                                                          | 130                                                          | 86                                                           |
| 2000                                                         | 453                                                          | 146                                                          | 104                                                          |
| 2001                                                         | 498                                                          | 135                                                          | 114                                                          |
| 2002                                                         | 447                                                          | 140                                                          | 104                                                          |
| 2003                                                         | 429                                                          | 135                                                          | 101                                                          |
| 2004                                                         | 481                                                          | 152                                                          | 114                                                          |
| 2005                                                         | 462                                                          | 180                                                          | 150                                                          |
| 2006                                                         | 524                                                          | 144                                                          | 109                                                          |
| 2007                                                         | 473                                                          | 143                                                          | 103                                                          |
| 2008                                                         | -                                                            | -                                                            | -                                                            |
| 2009                                                         | 614                                                          | 160                                                          | 99                                                           |
| 2010                                                         | -                                                            | -                                                            | -                                                            |
| 2011                                                         | -                                                            | -                                                            | -                                                            |
| 2012                                                         | 686                                                          | 172                                                          | 129                                                          |
| 2013                                                         | 503                                                          | 176                                                          | 130                                                          |
| 2014                                                         | 645                                                          | 241                                                          | 262                                                          |
| 2015                                                         | 642                                                          | 426                                                          | 251                                                          |
| 2016                                                         | 750                                                          | 369                                                          | 409                                                          |
| 2017                                                         | 960                                                          | 421                                                          | 292                                                          |
| 2018                                                         | 801                                                          | 454                                                          | 372                                                          |
| 2019                                                         | 1 109                                                        | 442                                                          | 388                                                          |
| 2020                                                         | 510                                                          | 328                                                          | 306                                                          |
| 2021                                                         | -                                                            | -                                                            | -                                                            |
| 2022                                                         | 433                                                          | 601                                                          | 646                                                          |
| 2023                                                         | 764                                                          | 617                                                          | 646                                                          |
| 2024                                                         | 875                                                          | 593                                                          | 896                                                          |

## Galerij

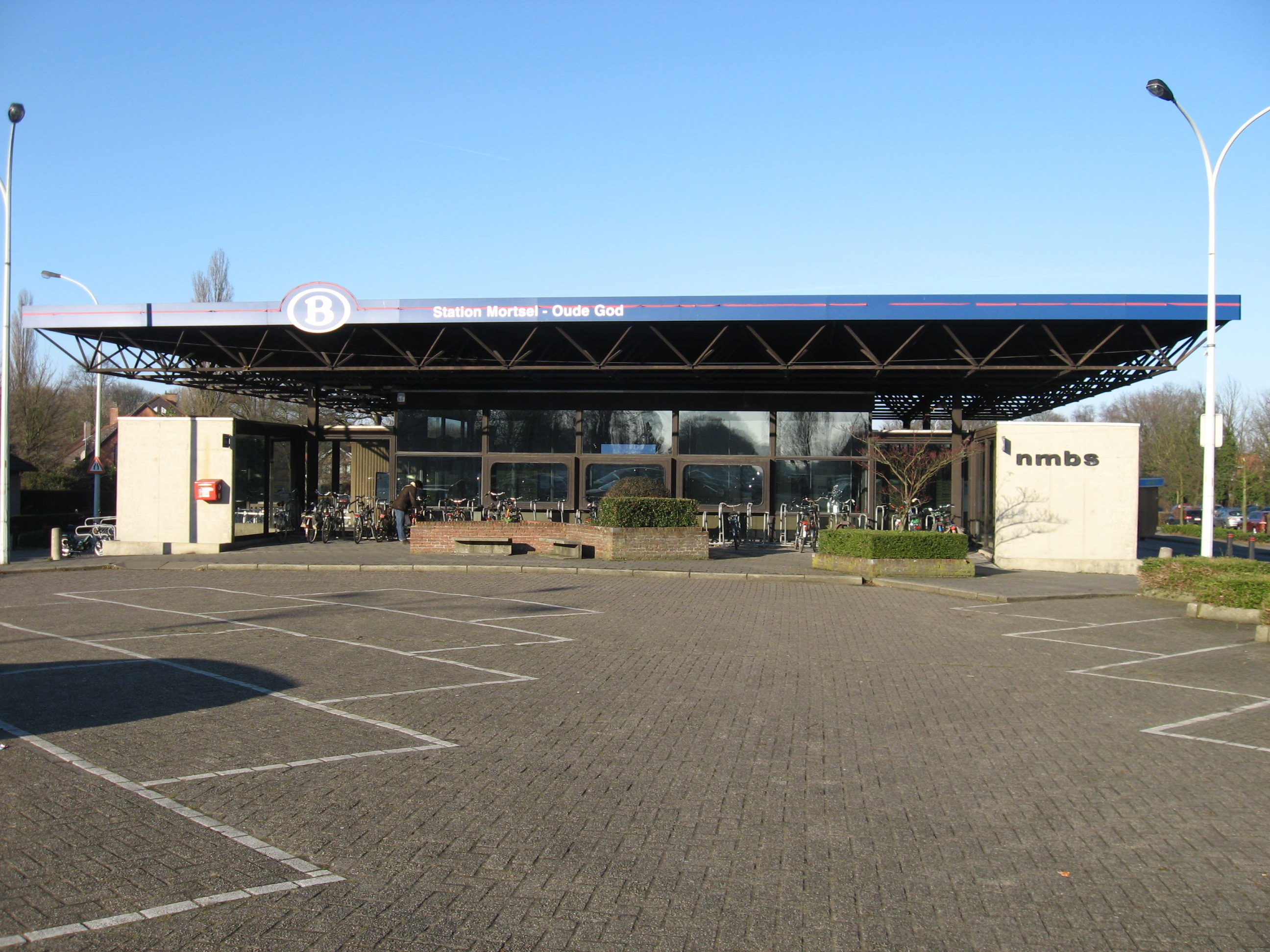
Station Mortsel Oude God in 2009

Fort 3 · Fort 4 · Fort 5 · Krijgsbaan · Luithagen · Mortsel · Mortsel-Deurnesteenweg · Mortsel-Liersesteenweg · Mortsel-Oude-God
0,0: Brussel-Groendreef ·
0,0: Brussel-Noord ·
2,4: Schaarbeek ·
7,3: Buda ·
9,4: Vilvoorde ·
13,6: Eppegem ·
15,9: Weerde ·
19,5: Mechelen-Kanaal ·
20,4: Mechelen ·
22,0: Mechelen-Nekkerspoel ·
26,5: Sint-Katelijne-Waver ·
28,9: Duffel ·
33,8: Kontich-Lint ·
36,2: Hove ·
38,1: Mortsel-Oude-God ·
39,7: Mortsel-Deurnesteenweg ·
39,7: Mortsel ·
41,8: Antwerpen-Berchem ·
43,8: Antwerpen-Centraal ·
47,6: Antwerpen-Luchtbal